# イースターバニー

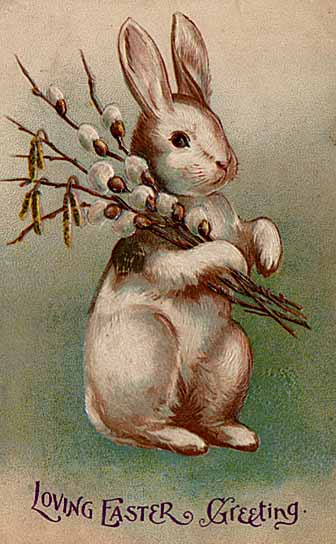
イースターバニーを描いた1907年の絵ハガキ。発行された地域は不明であるが、英語で書かれており、英語が使われている地域と考えられる。

イースターバニー（英語: Easter Bunny、Easter Rabbit、Easter Hare とも）あるいは復活祭のウサギ（ふっかつさいのうさぎ）は、イースターエッグ（復活祭で用いられる卵）を運んでくるウサギのキャラクターである。
西方教会（カトリック教会・聖公会・プロテスタント）における復活祭の風物詩となっている習慣であるが、東方教会（正教会・東方諸教会）では同様の習慣はない。
同じく復活祭の風物詩であるイースターエッグは東方教会・西方教会を問わず極めて古い時期からの習慣であるが、イースターバニーは西方教会のみにみられる習慣であり、16世紀から17世紀にかけて定着したものである（起源を15世紀、定着の始まりを19世紀とする者もいる）。
本項では、特に断りの無い場合、西方教会における習慣について詳述する。

## 起源
当初はドイツのルーテル教徒から広がったもので、野ウサギが裁判官の役を演じて復活祭の季節の始めに、子供たちが良い子だったか反抗的なふるまいだったかを評価していた。
イースターバニーは、しばしば服を着た姿で表現される。伝承によれば、このウサギは、カラフルな卵やキャンディ、ときにはおもちゃをバスケットに入れて子供たちの家に届けるという。祝日の前夜に子供たちに贈り物を届けるという点では、イースターバニーはサンタクロースに似ている。
この慣習についての最初の記述は、1682年ゲオルグ・フランク・フォン・フランケナウによる『 De ovis paschalibus (イースターエッグについて)』である
。
ここでゲオルグは、野ウサギが子供たちにイースターエッグを運んでくるというドイツの伝承について触れている。
復活祭当日に行われる礼拝で、特に子供たちへの訓話のために、生きた野ウサギを連れてくるところも多くある。

## シンボル
タマゴは生命誕生の象徴であり、ウサギは多産であることから、生命の復活と繁栄を祝うイースターのシンボルとなっている。

### ウサギ

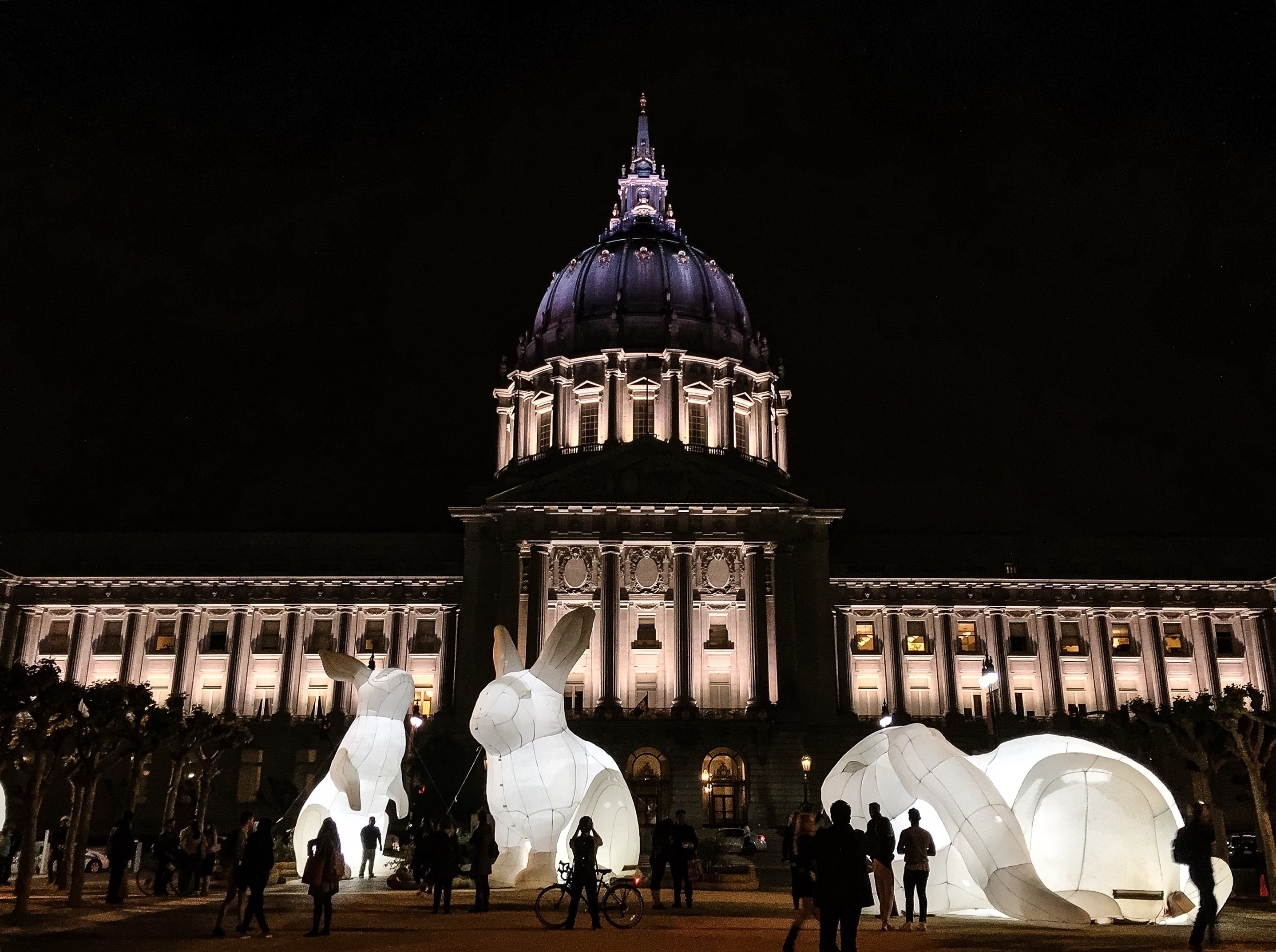
サンフランシスコ市庁舎前のインフレータブルイースターバニー

ウサギは、中世の西方教会における教会芸術では一般的なモチーフだった。
古代には、ウサギは雌雄同体だと広く信じられており、プリニウス、プルタルコス、フィロストラトス、アイリアノスも同様だった。
ウサギは処女性を失わずに繁殖することができる、という考え方から、ウサギは聖母マリアと関連付けられるようになり、装飾写本や北方ルネサンス絵画で聖母マリアや幼子キリストと共に描かれることも多かった。
また三位一体、すなわちと関連付けられて、三羽のウサギがモチーフとなることもあった。この場合、「三つが一つ、一つが三つ」を表すため、三角形もしくは三羽が連結した輪の形をとるのが一般的である。イギリスでは通常、このモチーフは教会の目立つ場所、例えば内陣の屋根や身廊のリブ・ヴォールト中央などに現れる。
このことは、教会にとってこのシンボルが重要なことを意味しており、石工もしくは大工の背丁であるという理論に疑いを投げかけるものである。
さらに次のような伝承もある。『若いウサギは、友人イエスがゲッセマネの園に戻るまでの三日間、心配しながら待っていたが、イエスになにが起こっているのか、ほとんど何も分かっていなかった。
イースターの早朝、イエスはお気に入りの庭に戻り、友である動物に歓迎された。その日の夕刻、祈りのために弟子たちが庭にやってきて、美しいデルフィニウムの小道を見つけた。デルフィニウムは、中心にウサギの形をした花を咲かせていて、その小さくて誠実な生き物の、忍耐と希望を表していた。』 
ウサギは多産な種畜である。雌のウサギは、最初の子供がまだお腹の中にいるうちに、次の子供を宿すことができる。この現象は、過剰受胎として知られる。ウサギ目に属する動物は早熟で、一年に何度も出産することができるため、「ウサギのように産む( breed like bunnies )」と表現されることがある。このように、ウサギが豊穣のシンボルとされ、復活祭の民間伝承に取り入れられていったのは、自然なことであった。

### 卵
卵を装飾するという古来の習慣の、正確な起源は分かっていない。しかし明らかに、多くの花が春に開花することと、豊穣のシンボルである卵を使うことには関連性がある。花で染色された茹で卵は、家々に春を運ぶのである。東方正教会派のキリスト教信者の多くは、今日でもイースターエッグを赤く染めるのが一般的である。赤は血の色であり、キリストの血による贖い、そして春の生命の再生を確認するのである。卵のいくつかは緑に染められるが、これは長い冬の休眠時期が終わって新しい芽吹きを迎えたことを記念している。
ドイツのプロテスタントは、カトリック教会の習慣を引き継いで、色付けした卵をイースターに食べるが、子供たちに断食させる習慣の継続は望まなかった。カトリック教会では、四旬節の断食期間に卵を食べることは禁忌であり、そのため復活祭の時期にはたくさんの卵が準備されることになる。
卵を置くウサギの概念がアメリカに伝わったのは、18世紀のことである。ペンシルベニア・ダッチ区域に住むドイツ移民は、子供たちに「 Osterhase ( Oschter Haws ) 復活祭のウサギ」について語りきかせた。「 Hase 」は「 hare (ノウサギ)」の意で、「ウサギ」ではない。
北ヨーロッパの伝承では、「イースターバニー」はノウサギであってウサギではないのである。伝統に従えば、復活祭前に帽子やボンネットの中に作った巣に、色付けされた卵の贈り物を受け取ることができるのは、良い子供たちだけである。1835年ヤーコプ・グリムは、これによく似た内容を持つドイツの神話について書き記した。これらは　復活したゲルマンの女神*エオストレの伝承に由来するのではないかと考えた。
他の文化にも、イースターバニーとよく似た伝承が見られる。ドイツ移民により、19世紀後期のスウェーデンにもイースターバニーの概念は伝わったが、その習慣が根付くことはなかった。むしろイースターバニーのスウェーデン語「 Påskharen 」の発音が、「イースターの男」「イースターの魔法使い」を意味する「 Påskkarlen 」とよく似ていたため、20世紀初期に、イースターの魔法使いが卵を持ってくるというスウェーデンの伝統が確立した。イースターの魔法使いは異教の習慣にふさわしいシンボルとみなされ、スウェーデンでは現在も、イースターに子供たちが魔女の仮装をする。

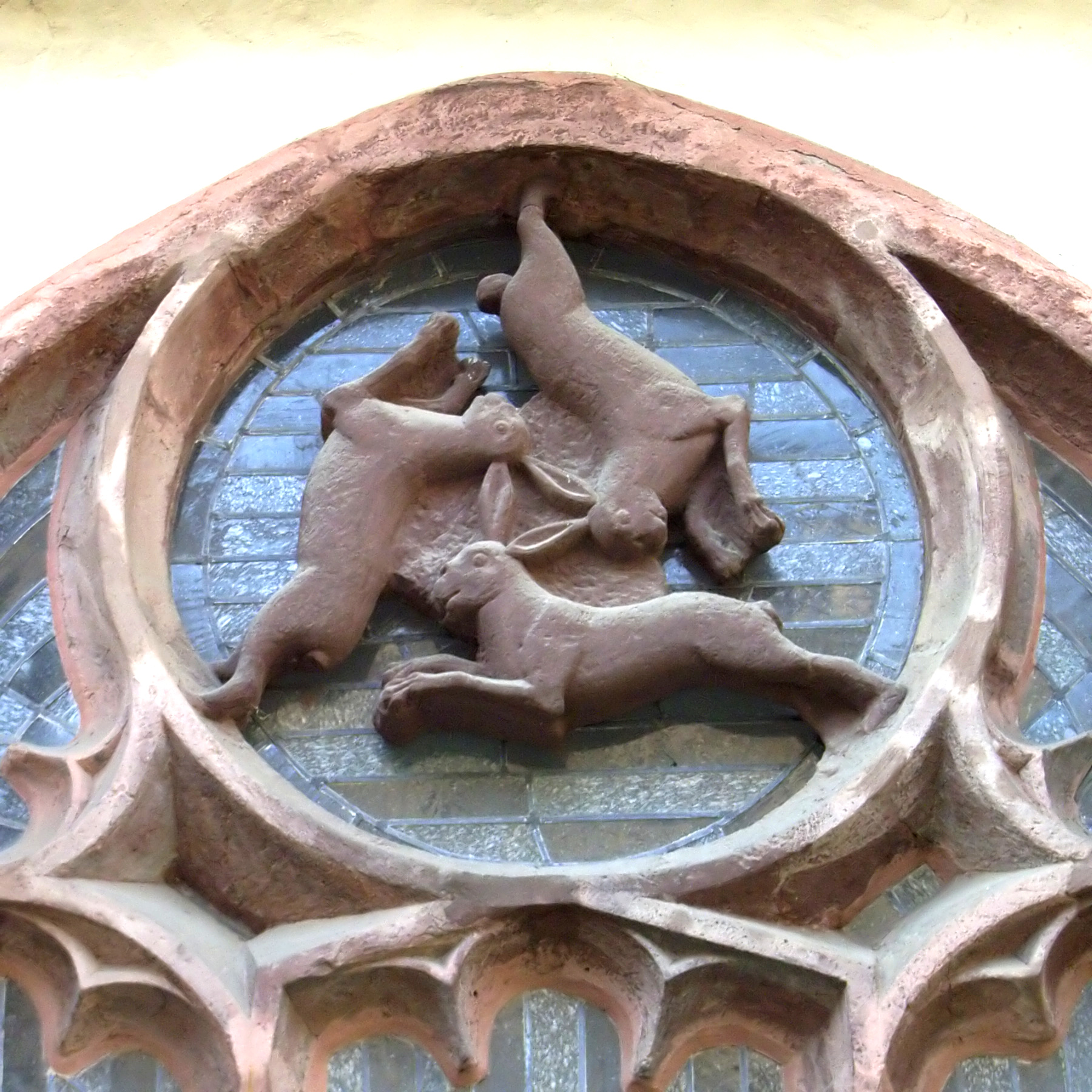
ドイツ、パーダーボルン大聖堂の三羽のウサギの窓( Dreihasenfenster )
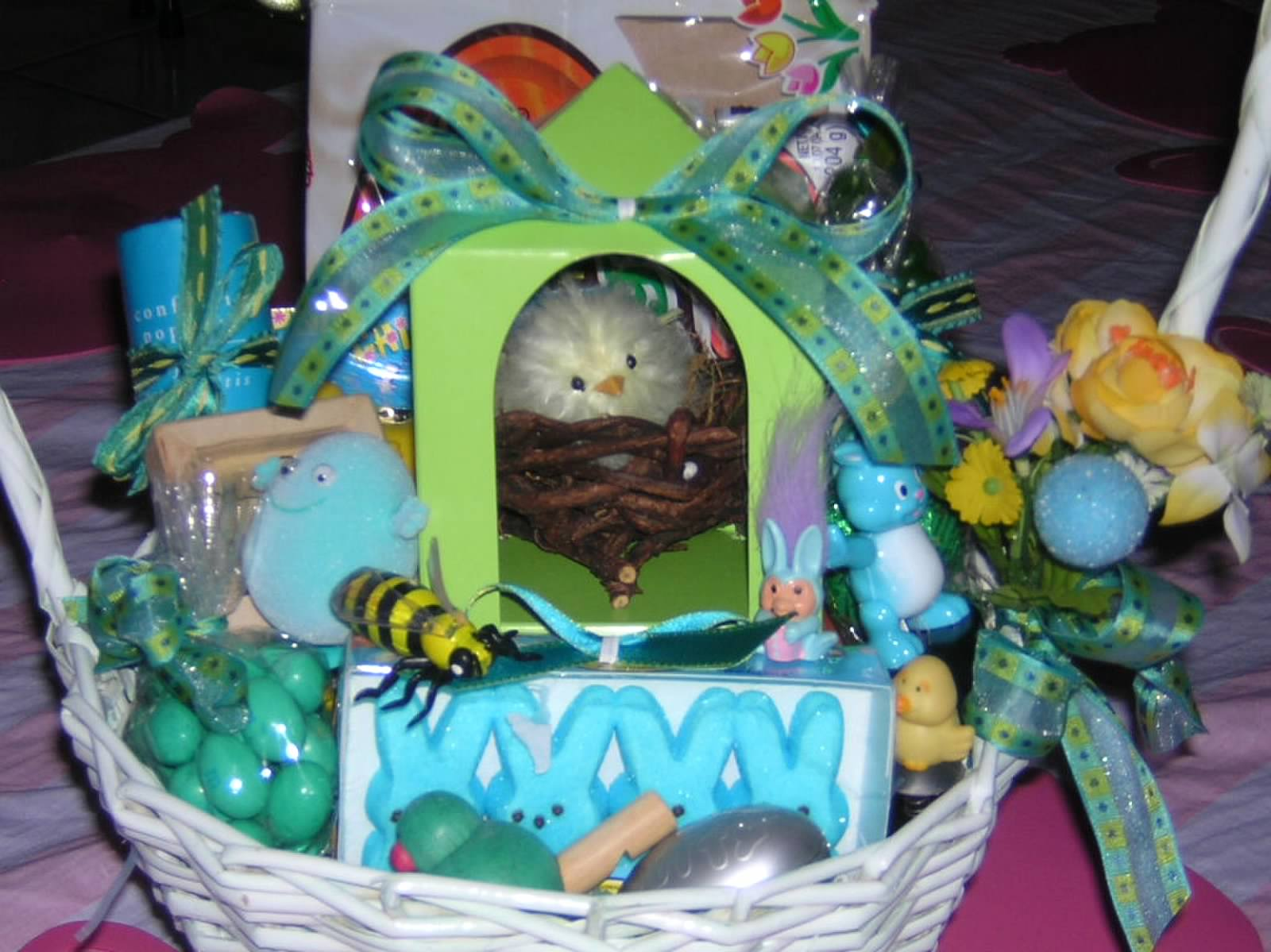
マシュマロで作られたウサギとキャンディで作られた卵がイースターのバスケットに入れられている
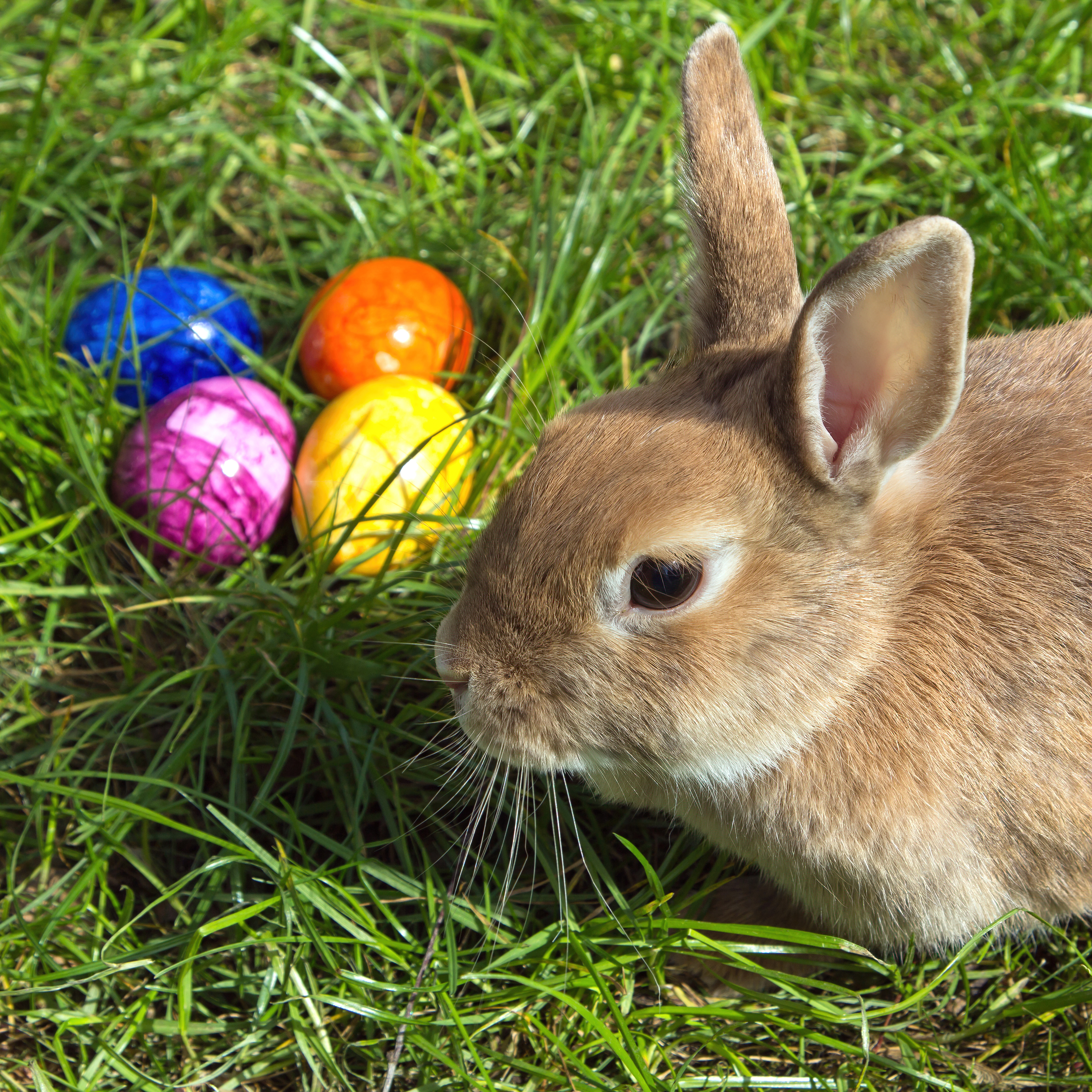
ウサギと卵（ドイツで撮影されたもの）
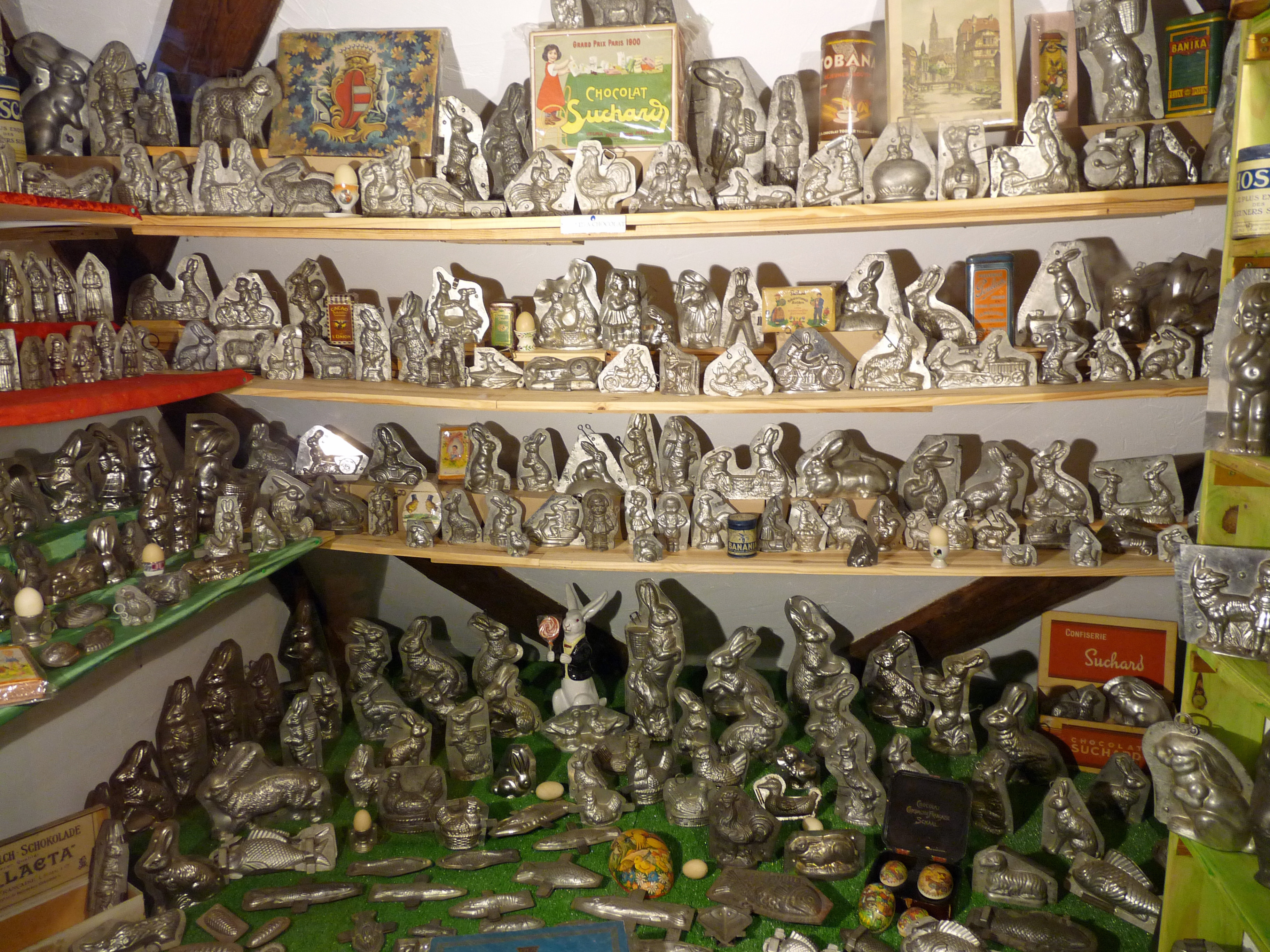
イースターバニーのチョコレート型。アルザスのジンジャーブレッド博物館にて。